# Černochov
Černochov (in ungherese Csarnahó) è un comune della Slovacchia facente parte del distretto di Trebišov, nella regione di Košice.